# South Stream

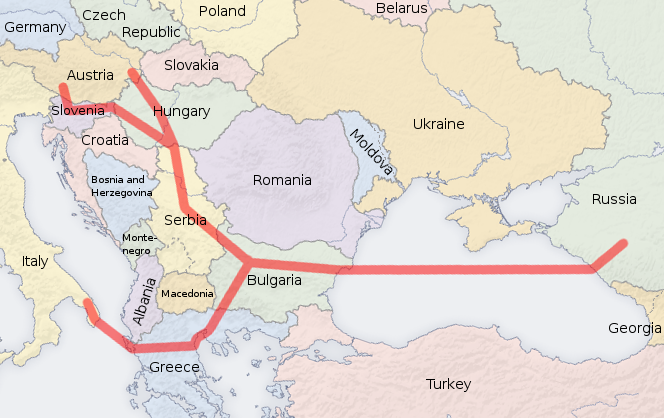
Mapa do projeto do gasoduto South Stream.

O South Stream (em em russo:  Южный Поток, transl. Yuzhnyy Potok) foi um projeto de gasoduto proposto para transportar gás natural da Rússia até o sul da Europa, passando sob o Mar Negro em direção à Bulgária, e posteriormente atendendo países como Sérvia, Hungria, Grécia, Itália e Áustria.
O projeto foi anunciado oficialmente em 2007 como uma parceria entre a empresa russa Gazprom e a italiana Eni, sendo visto como concorrente direto do Gasoduto Nabucco, apoiado pela União Europeia e pelos Estados Unidos, que visava reduzir a dependência do gás russo na região.
Com previsão inicial para entrar em operação em 2015, as obras começaram em dezembro de 2012. No entanto, o projeto enfrentou diversos obstáculos regulatórios e políticos, incluindo questões legais com a legislação da União Europeia sobre acesso de terceiros à infraestrutura energética (Third Energy Package). Além disso, a crise entre Rússia e Ucrânia, e a crescente pressão política da UE, contribuíram para o seu cancelamento.
Em dezembro de 2014, o presidente russo Vladimir Putin anunciou oficialmente a suspensão do projeto, substituindo-o pela proposta do TurkStream, que redirecionaria o gás para a Turquia e, eventualmente, ao sul da Europa por outras rotas.
O cancelamento do South Stream foi considerado um marco nas disputas geopolíticas energéticas entre a Rússia e o Ocidente, evidenciando o papel estratégico da energia como instrumento de influência.